# Zawód regulowany
Zawód regulowany – zawód, którego wykonywanie dozwolone jest tylko pod warunkiem spełnienia wymogów określonych przepisami prawnymi (np. uzyskania właściwego wykształcenia, ukończenia wymaganego stażu zawodowego lub zdania odpowiedniego egzaminu państwowego) – przykładem jest bibliotekarz dyplomowany. W przypadku niektórych zawodów regulowanych konieczne może być dodatkowo uzyskanie wpisu na listę urzędową lub do rejestru urzędowego albo mianowanie na określone stanowisko w służbie publicznej. Obecnie jest w Polsce ponad 380 zawodów regulowanych (najwięcej w UE).
Pojęcie „zawodu regulowanego” w prawie unijnym definiowane jest jako działalność zawodowa, której warunki podjęcia lub wykonywania regulowane są bezpośrednio, bądź pośrednio przepisami ustawowymi, wykonawczymi lub administracyjnymi nakładającymi obowiązek posiadania specjalnych kwalifikacji zawodowych.
Niektóre zawody regulowane są jednocześnie profesjami. Szczególne miejsce pośród nich zajmują zawody zaufania publicznego, czyli profesje stanowiące samodzielne zawody regulowane o wysokim znaczeniu społecznym, nad których należytym wykonywaniem pieczę w imieniu państwa powierzono w drodze ustaw samorządom zawodów zaufania publicznego (m.in. inżynier budownictwa). Obok nich niektóre urzędy/organy/stanowiska funkcjonujące w sądownictwie, prokuraturze i Urzędzie Patentowym RP i traktowane jako zawody, są co prawda również uważane za profesje, ale nie spełniają warunków dla uznania ich za zawody zaufania publicznego, niemniej pomimo to powołano dla nich ustawowe ciała opiniodawczo-doradcze mające za zadanie je reprezentować (zwane samorządami zawodów służby publicznej) – należą do nich: sędzia i asesor sądowy, prokurator i asesor prokuratury, referendarz sądowy, kurator sądowy, ekspert i asesor ekspercki Urzędu Patentowego RP, oraz ławnik w sądzie powszechnym, Sądzie Najwyższym lub izbie morskiej.